# Dysphania gloriosa
Dysphania gloriosa là một loài bướm đêm trong họ Geometridae.